# Chupilca del diablo
 (juillet 2021).
La Chupilca del diablo correspond, selon la tradition, à une boisson alcoolisée, préparée à partir d'un mélange d'aguardiente et de poudre noire, distribuée aux soldats chiliens pendant la guerre du Pacifique (1879-1884) et à laquelle on attribuait des pouvoirs magiques, faisant entrer le soldat en transe, atteignant une force surhumaine. Son nom vient de la similitude entre les ingrédients utilisés pour la préparation de cette concoction et la Chupilca, qui est le mélange de chicha et de farine grillée,.

## Histoire
On dit que l'assaut et la prise du Morro de Arica, qui n'ont duré que 55 minutes, sont dus à la consommation de cette boisson. La Chupilca del diablo est nommée par l'écrivain Jorge Inostrosa Cuevas dans son roman Adiós al séptimo de línea, où il est dit que les soldats péruviens appelaient les soldats chiliens « Los Endiablados » (« les endiablés ») en raison de l'état d'euphorie et d'excitation que cette boisson provoquait chez eux.
Malgré ce qui précède, on dit aujourd'hui que cette boisson n'est qu'un mythe, qui pourrait être basé sur le penchant des soldats pour l'aguardiente, dont les effets augmentaient l'agressivité et l'insouciance, ce qui faciliterait les excès pendant et après une bataille. Il est également possible que ce soit la décomposition de l'eau de feu qui confère aux champignons produits des propriétés hallucinogènes. C'est possible, car les berserkers nordiques entraient en transe de la même manière.
Certains soldats ont fini intoxiqués, voire tués, en goûtant cette boisson, car la poudre noire est toxique - encore plus que la nitrocellulose/poudre sans fumée d'aujourd'hui.